# استوار مریل
استوار مریل (به فرانسوی: Stuart Merrill) نویسنده و شاعر قرن نوزدهم میلادی اهل فرانسه بود.